# Viciria flavolimbata
Viciria flavolimbata är en spindelart som beskrevs av Simon 1910. Viciria flavolimbata ingår i släktet Viciria och familjen hoppspindlar. Inga underarter finns listade i Catalogue of Life.